# 华白及
华白及（学名：Bletilla sinensis），为兰科白及属下的一个植物种。其种加词“sinensis”意为“中华的”。
华白及已被世界自然保护联盟（IUCN）红色名录列为濒危物种，被《濒危野生动植物种国际贸易公约》（CITES）列为附录Ⅱ物种，并在2013年评估公布的《中国生物多样性红色名录-高等植物卷》中被评估为濒危等级。
云南省林业和草原科学院兰花保育团队在云南省镇康县发现了珍稀濒危植物华白及的野外居群。这是时隔120多年，中国再次发现野生华白及。
现接受名为Bletilla foliosa (King & Pantl.) Tang & F.T.Wang, 1951。